# Apus (género)
Apus es un género de aves apodiformes de la familia Apodidae conocidos vulgarmente como vencejos.
Los vencejos pasan la mayor parte de su vida en el aire. Tienen las patas muy cortas y las usan para agarrarse a las distintas superficies. Los vencejos se encuentran entre las aves más rápidas del mundo. Aunque se parecen, no deben confundirse con las golondrinas, miembros de otro orden (Passeriformes) y con las que no guardan ninguna relación.

## Especies
El género Apus incluye las siguientes especies y numerosas subespecies, algunas de las cuales son tratadas como especies independientes por ciertos autores.
- Apus alexandri - vencejo de Cabo Verde
- Apus apus - vencejo común
  - Apus apus apus
  - Apus apus pekinensis
- Apus unicolor - vencejo unicolor
- Apus niansae - vencejo de Nyanza
  - Apus niansae niansae
  - Apus niansae somalicus
- Apus pallidus - vencejo pálido
  - Apus pallidus brehmorum
  - Apus pallidus illyricus
  - Apus pallidus pallidus
- Apus barbatus - vencejo de El Cabo
  - Apus barbatus balstoni - vencejo de Madagascar
  - Apus barbatus barbatus
  - Apus barbatus glanvillei
  - Apus barbatus hollidayi
  - Apus barbatus mayottensis
  - Apus barbatus oreobates
  - Apus barbatus roehli
  - Apus barbatus serlei
  - Apus barbatus sladeniae
- Apus berliozi - vencejo de Socotora
  - Apus berliozi bensoni
  - Apus berliozi berliozi
- Apus bradfieldi - vencejo de Namibia
  - Apus bradfieldi bradfieldi
  - Apus bradfieldi deserticola
- Apus pacificus - vencejo del Pacífico
  - Apus pacificus cooki
  - Apus pacificus kanoi
  - Apus pacificus leuconyx
  - Apus pacificus pacificus
- Apus acuticauda - vencejo de los Khasi
- Apus affinis - vencejo moro
  - Apus affinis aerobates
  - Apus affinis affinis
  - Apus affinis bannermani
  - Apus affinis galilejensis
  - Apus affinis singalensis
  - Apus affinis theresae
- Apus nipalensis - vencejo oriental
  - Apus nipalensis furcatus
  - Apus nipalensis kuntzi
  - Apus nipalensis nipalensis
  - Apus nipalensis subfurcatus
- Apus horus - vencejo Horus
  - Apus horus fuscobrunneus
  - Apus horus horus
- Apus caffer - vencejo cafre
- Apus batesi - vencejo del Camerún

Especies fósiles:
- Apus gaillardi
- Apus wetmorei
- Apus baranensis

El vencejo real y el vencejo ecuatorial, incluidos antiguamente en el género Apus, se clasifican ahora en el género Tachymarptis (Tachymarptis melba y Tachymarptis aequatorialis respectivamente).